# Codogno
Codogno – miejscowość i gmina we Włoszech, w regionie Lombardia, w prowincji Lodi.
Według danych na rok 2004 gminę zamieszkiwało 13 950 osób, 697,5 os./km².